# Нововолынская № 9
Государственное открытое акционерное общество «Шахта „Нововолынская 9“» — угольная шахта во Львовско-Волынском угольном бассейне. Входит в производственное объединение Государственное коммунальное хозяйство «Волыньуголь».

## История
В 1959 года на нововолынских шахтах были созданы комплексные бригады, это решение позволило отменить в 1960 году ночные смены (в дальнейшем, в ночное время проводили только ремонтно-профилактические работы).
Шахта "Нововолынская № 9" проектной мощностью 1500 тонн угля в сутки была сдана в эксплуатацию в октябре 1963 года.
В 1983 г. к этой шахте присоединили шахту «Нововолынская № 3» (пущена в 1954), которая дорабатывала свои запасы.
В 2003 г. добыто 206 тысяч тонн угля.
В сентябре 2012 года Кабинет министров Украины утвердил решение о приватизации шахты "Нововолынская № 9".
В 2015 году шахта была признана убыточной и 8 июля 2015 года Кабинет министров Украины утвердил решение о закрытии шахты «Нововолынская № 9», 2 марта 2017 года началась процедура банкротства ГП "Волыньуголь".
В 2017 году горняки шахты "Нововолынская № 9" несколько раз бастовали и протестовали из-за невыплаты зарплат. Тем не менее, в январе-ноябре 2017 года шахта добыла 48,325 тыс. тонн рядового угля (50,57% от всей добычи за этот период ГП "Волыньуголь" и 0,15% - от добычи всех шахт на подконтрольной правительственным силам территории Украины). В начале января 2018 года шахта остановила работу в связи с выходом из строя оборудования и отсутствием запчастей для ремонта. 4 января 2018 года шахта возобновила работу.

## Описание
Шахта раскрыта двумя вертикальными стволами глубиной 378 метров. Принадлежит к І категории по метану, опасна по взрывчатости угольной пыли.